# Achuguayo
Achuguayo é o deus da Lua na religião Guanche em Tenerife . Ele era a dualidade de Magec (deus do sol). Ele também era chamado de "Pai do Tempo", pois era o encarregado de regular o tempo. De acordo com a tradição, ele vivia nas montanhas, descendo algumas vezes para ouvir as preces e súplicas que o povo Guanche fazia embaixo de árvores e sagradas e cavernas nas montanhas.